# Marduk-balassu-iqbi
Pour les articles homonymes, voir Marduk (homonymie).
 (juin 2012).
Si vous disposez d'ouvrages ou d'articles de référence ou si vous connaissez des sites web de qualité traitant du thème abordé ici, merci de compléter l'article en donnant les références utiles à sa vérifiabilité et en les liant à la section « Notes et références ».
Marduk-balassu-iqbi est un roi de Babylone qui a régné de 818 à 813 av. J.-C., succédant à son père Marduk-zakir-shumi. Les relations entre ce dernier et les Assyriens furent amicales, puisque le roi de Babylone avait aidé celui d'Assyrie, Shamshi-Adad V à monter sur le trône après que le père de ce dernier l'eut aidé lui-même en Babylonie. Mais cette situation s'arrêta avec le décès de Marduk-zakir-shumi : peut-être Shamshi-Adad V ne tolérait pas la situation d'infériorité dans laquelle il était après avoir reçu l'aide babylonienne, quoi qu'il en soit les chroniques relatant les événements de cette époque nous apprennent qu'il attaqua la Babylonie en 814 et 813, notamment la frange orientale vers le Zagros. C'est dans cette région, dans la ville de Der, que Marduk-balassu-iqbi fut finalement vaincu et capturé puis emmené en Assyrie après quoi il n'est plus mentionné. À partir de ce moment, l'Assyrie est systématiquement en situation de supériorité militaire face à Babylone pour près de deux siècles, ce qui conduit à sa domination sur cette région.